# Чемпіонат Швеції з хокею 1924
 Чемпіонат Швеції з хокею: 1924 — 3-й сезон турніру з хокею з шайбою, який проводився за кубковою системою. 
Переможцем змагань став клуб ІК «Йота» (Стокгольм).

## Турнір

### Кваліфікаційний раунд
- 26 лютого 1924: ІК «Йота» (Стокгольм) - «Гаммарбю» ІФ (Стокгольм) 3-2
- 26 лютого 1924: ІФ «Санкт-Ерік» (Стокгольм) - «Трансбергс» ІФ (Стокгольм) 1-0
- 27 лютого 1924: «Юргорден» ІФ (Стокгольм) - «Гаммарбю» ІФ (Стокгольм) 2-0

### Півфінал
- 28 лютого 1924: ІК «Йота» (Стокгольм) - ІФ «Санкт-Ерік» (Стокгольм) 6-1
- 29 лютого 1924: «Юргорден» ІФ (Стокгольм) - ІФК Стокгольм 8-6

### Фінал
- 5 березня 1924: ІК «Йота» (Стокгольм) - «Юргорден» ІФ (Стокгольм) 3-0